# Pollenia vera
Pollenia vera är en tvåvingeart som beskrevs av Jacentkovsky 1936. Pollenia vera ingår i släktet vindsflugor, och familjen spyflugor. Inga underarter finns listade i Catalogue of Life.